# Achterstallig onderhoud

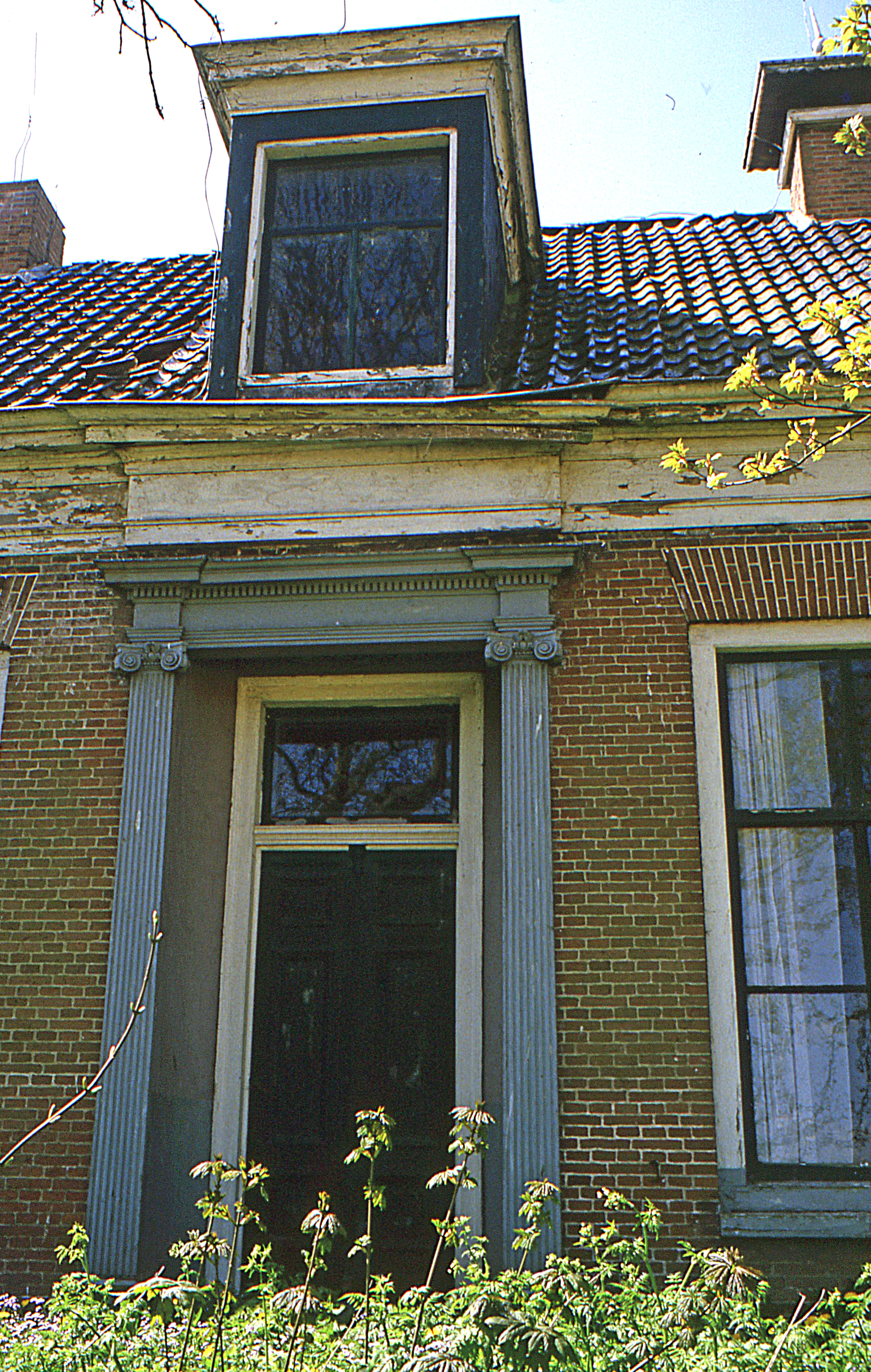
Achterstallig onderhoud door niet op tijd te schilderen met schade aan kozijnen, gevellijst en dakkapel

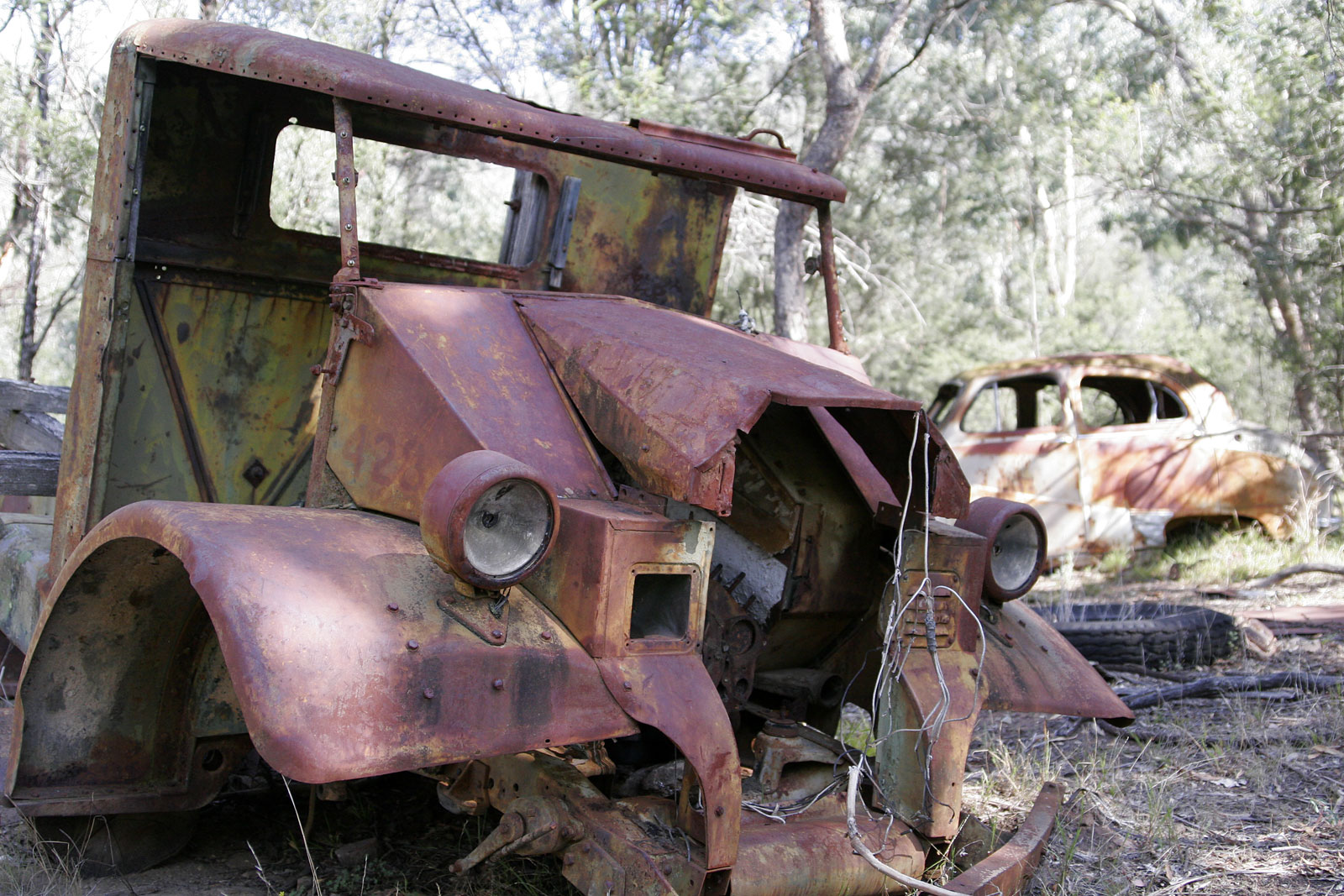
Extreem voorbeeld van achterstallig onderhoud bij een auto

Achterstallig onderhoud betekent dat bijvoorbeeld bij vastgoed en ook bij roerende zaken op zo'n wijze (niet, te weinig of verkeerd) onderhoud is uitgevoerd dat er schade is ontstaan die had kunnen worden voorkomen. Indien het onderhoud langdurig achterwege blijft en er dus veel extra schade ontstaat zijn de mogelijkheden om de schade te herstellen beperkt, kostbaar en tijdrovend.

## Voorbeeld
Door het (tijdig) uitvoeren van (het juiste) schilderwerk wordt hout beschermd. Als dat schilderwerk niet op tijd wordt bijgewerkt of vervangen, kan schade ontstaan aan het onderliggende hout. Dat hout kan gaan rotten. Er ontstaat dan schade die voorkomen had kunnen worden. Deze situatie heet "achterstallig onderhoud". Reparatie kan dan alleen maar door het hout te vervangen. Gevolg is een kostbare ingreep, een gebouw dat tijdelijk onbruikbaar is en overlast voor de gebruiker. Dit alles is veel meer werk en brengt veel meer kosten met zich mee, dan wanneer alleen maar schilderwerk hoeft te worden uitgevoerd.

## Onderhoudsachterstand
Tot op het moment dat de schade ontstaat is er sprake van een onderhoudsachterstand. Deze onderhoudsachterstand is omkeerbaar, zonder dat er schade is ontstaan aan andere zaken dan alleen dat wat onderhoud nodig heeft.

## Voorkomen bij vastgoed
De onderhoudsachterstand en het achterstallig onderhoud kunnen goed in beeld worden gebracht met een inspectie (zie conditiemeting). Om een onderhoudsachterstand niet te laten doorschieten naar achterstallig onderhoud is het van belang om het vastgoed minstens eenmaal in de twee jaar aan een inspectie te onderwerpen en op basis van de inspecties een meerjaren onderhoudsplanning (MOP) op te laten stellen. Met de (juiste) conditiemeting kan een inschatting gemaakt worden wanneer een onderhoudsachterstand doorschiet naar achterstallig onderhoud.

## Voorkomen bij voertuigen
Bij voertuigen is een onderhoudsbeurt, met een (preventieve) vervanging van onderdelen en vloeistoffen (olie), een methode om een onderhoudsachterstand te voorkomen. Voor de verkeersveiligheid en ter bescherming van het milieu is verder bij auto's van een bepaalde leeftijd een periodieke keuring verplicht.